# Catagramma robertus
Catagramma robertus är en fjärilsart som beskrevs av Krüger 1929. Catagramma robertus ingår i släktet Catagramma och familjen praktfjärilar. Inga underarter finns listade i Catalogue of Life.